# Au sud de la Fente
Au sud de la Fente (titre original : South of the Slot) est une nouvelle américaine de Jack London publiée aux États-Unis en 1909.

## Historique
Le titre de cette nouvelle se réfère à un quartier de San Francisco, appelé maintenant SOMA, the South of Market. La fente est celle par laquelle les tramways à traction par câble saisissent les câbles du haut en bas de la Rue du Marché.

La nouvelle est publiée initialement dans The Saturday Evening Post en mai 1909, avant d'être reprise dans le recueil The Strength of the Strong en mai 1914.

## Résumé
Freddie Drummond est un professeur de sociologie de l'Université de Californie à Berkeley, « de nature très réservée et sa rigidité naturelle était aussi grande qu'inflexible. Il avait peu d'amis ». Pour écrire L'Ouvrier non qualifié, il traverse "le sud de la fente" pour mieux comprendre le quartier ouvrier et sa population. Après le succès de son livre, pour d'autres ouvrages, il y retournera plusieurs fois se forgeant une autre personnalité, celle de Bill Totts, tombant même amoureux de Mary Condon, présidente du syndicat des gantières. Conscient qu'il ne peut mener une double vie, il se fiance à Catherine Van Vorst, une professeur de l'université. Un jour, pris dans une manifestation, il participe à l'échauffourée, franchit la Fente et disparaît dans le quartier ouvrier. « Dans les années qui suivirent...on nota l'apparition d'un nouveau meneur dans le mouvement ouvrier, du nom de Willian Totts... »

## Éditions

### Éditions en anglais
- South of the Slot, dans The Saturday Evening Post, mai 1909.
- South of the Slot, dans le recueil The Strength of the Strong, un volume chez The Macmillan Co, New York, mai 1914.

### Traductions en français
- Au sud de la Fente, traduit par Louis Postif, in Monde, 1932.
- Au sud de la Fente, traduit par Clara Mallier, Gallimard, 2016[2].

## Sources
- « Bibliographie de Jack London », sur jack-london.fr (consulté le 20 décembre 2023)